# Repubblica di Pskov
La Repubblica di Pskov (in russo Псковская республика?, Pskovskaja respublika), nota anche come Pscovia o Plescovia, costituì un'entità statale della rus' medievale tra la seconda metà del XIII secolo e gli inizi del XVI secolo.

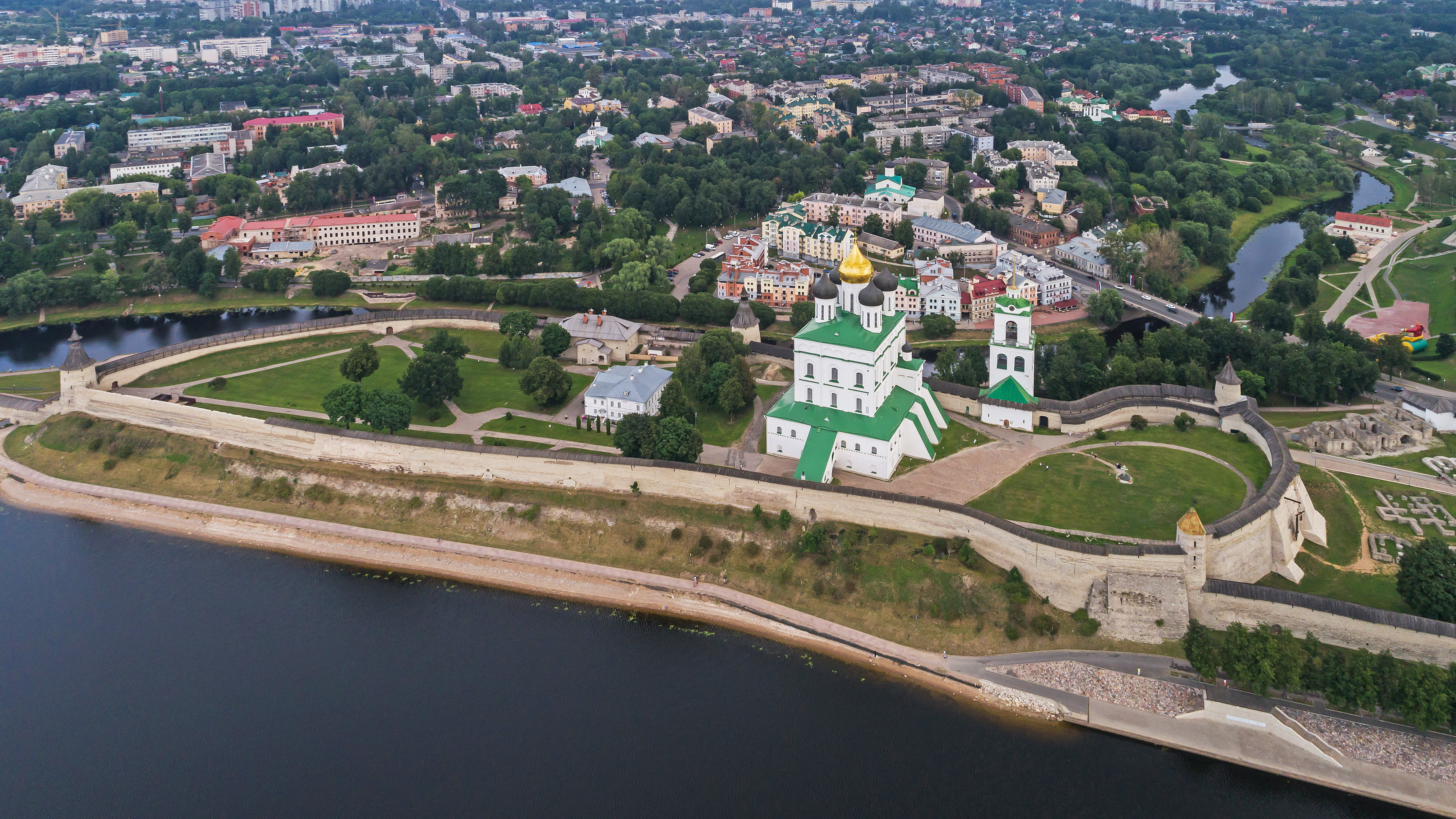
Il Cremlino di Pskov

## Origini
Dopo la disintegrazione della Rus' di Kiev, avvenuta nel corso del XII secolo, la città di Pskov con i suoi territori circostanti, situati presso le due sponde del fiume Velikaja, e a oriente del lago dei Ciudi e del fiume Narva, diventò parte della Repubblica di Novgorod. Pskov mantenne tuttavia uno statuto autonomo, che comprendeva il diritto di costituire nel territorio sopra elencato delle cittadelle fortificate (Izborsk è la più antica fra queste). A causa del ruolo preminente che la città assunse durante la guerra contro l'Ordine livoniano, la sua influenza si accrebbe notevolmente.  Il lungo regno di Dovmont (1266-99) e specialmente la sua vittoria nella battaglia di Rakovor (1268), costituirono le basi dell'indipendenza di Pskov. Questa fu riconosciuta dai boiardi di Novgorod in seguito al trattato di Bolotovo (1348), nel quale mantennero tuttavia il diritto di nominare i posadniki di Pskov. La città rimase tuttavia dipendente dalla potente vicina solo riguardo alle gerarchie religiose.

## Organizzazione interna

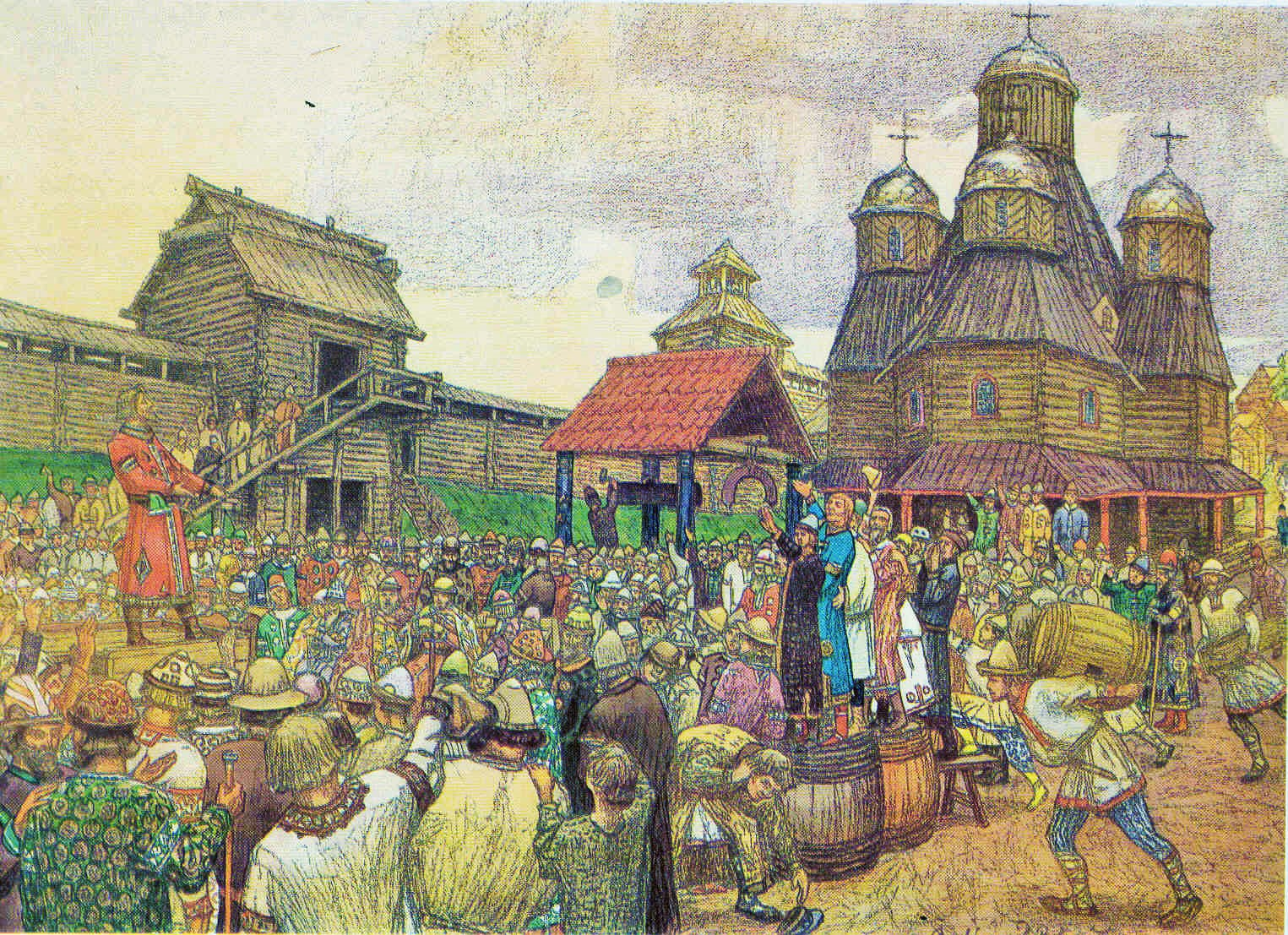
La veče di Pskov dipinta da Viktor Michajlovič Vasnecov

La Repubblica di Pskov contava sul proprio territorio attività di coltivazione, pesca, costruzione edile e di lavorazioni dei metalli e dei gioielli molto progredite rispetto agli standard russi dell'epoca. Lo scambio di manufatti all'interno della repubblica stessa nonché i suoi commerci con Novgorod e le altre città russe, con la regione baltica e con le città europee fecero di Pskov uno dei più grandi centri di produzione e commercio di tutta la rus'. A differenza della Repubblica di Novgorod, il territorio della Repubblica di Pskov non vedeva la presenza di grandi proprietari feudali e gli appezzamenti di terreno erano più piccoli e sparsi di quelli del vicino, così come lo erano anche quelli dei monasteri e delle chiese. Le relazioni sociali che presero forma nella repubblica erano il chiaro riflesso dei dettami inseriti nel Codice Legale di Pskov. Le peculiarità dell'economia mercantile, il legame centenario con Novgorod, gli status frontalieri e i trattati militari portarono allo sviluppo del sistema della veče, sorta di parlamento cittadino che si riuniva presso la cattedrale della Trinità, la quale eleggeva i posadnik e i sotskij (сотский, all'origine un funzionario che rappresentava un centinaio di famiglie) e le regolava le relazioni intercorrenti tra signori feudali, gli abitanti del posad, gli izbornik (изборник, i funzionari eletti), e gli smerd (contadini). Il consiglio dei boiardi aveva una speciale influenza nelle decisioni della veče che sono contenute nella cattedrale di Pskov insieme a molti documenti privati e statali. Le cariche elettive divennero presto un privilegio di alcune famiglie nobili. Durante i momenti più drammatici della storia di Pskov, tuttavia, i cosiddetti molodšie abitanti del posad (молодшие посадские люди, o funzionari del posad di basso rango) giocarono un ruolo importante e, alle volte, decisivo nella veče. Il confronto tra boiardi e smerd, tra  molodšie e bolšije (funzionari del posad di alto rango) all'interno dell'assemblea si riflesse nell'eresia degli strigol'niki nel XIV secolo e nei dibattiti nella veče, che spesso culminavano in sanguinosi scontri, negli ultimi decenni del XV secolo.

## La fine della repubblica
Il rafforzarsi dei rapporti con il Granducato di Mosca, causati dallo sviluppo nell'economia e da un cambiamento della politica estera dello Stato, la partecipazione di Pskov nel 1380 alla vittoriosa battaglia di Kulikovo, e la lotta condotta con il vicino moscovita contro i lituani e i cavalieri teutonici, finirono per rappresentare le condizioni politico-economiche dell'eliminazione dell'indipendenza repubblicana. Alcuni mercanti e boiardi cercarono di opporsi al processo di unificazione con Mosca ma non furono supportati dalla grande maggioranza dei cittadini.
Nel 1510, dopo aver conquistato con le proprie truppe il territorio della repubblica, il Gran Principe di Mosca Basilio III arrivò a Pskov e dichiarò la sua votčina, ponendo con ciò termine all'esperienza repubblicana. La veče fu sciolta e all'incirca 300 famiglie di ricchi abitanti di Pskov furono esiliati dalla città. I loro possedimenti furono distribuiti ai funzionari moscoviti. Da quel momento la città e i suoi paraggi continuarono a svilupparsi all'interno del centralizzato stato russo, preservando tuttavia alcune delle loro tradizioni economiche e culturali.

## Fonti
- Le cronache di Pskov, vol. 1-2, Mosca-Leningrado, 1941-55.
- Масленникова Н. Н., Присоединения Пскова к Русскому централизованному государству, Leningrado, 1955.
- Валеров А.В., Новгород и Псков: Очерки политической истории Северо-Западной Руси XI-XIV вв., Mosca: Aleteia, 2004, ISBN 5-89329-668-0.